# 1189
Portal Geschichte | Portal Biografien | Aktuelle Ereignisse | Jahreskalender | Tagesartikel

◄ |
11. Jahrhundert |
12. Jahrhundert
| 13. Jahrhundert | ►

◄ |
1150er |
1160er |
1170er |
1180er
| 1190er | 1200er | 1210er | ►

◄◄ |
◄ |
1185 |
1186 |
1187 |
1188 |
1189
| 1190 | 1191 | 1192 | 1193 | ► | ►►
Staatsoberhäupter  · Nekrolog
| Januar | Januar | Januar | Januar | Januar | Januar | Januar | Januar |
| Kw     | Mo     | Di     | Mi     | Do     | Fr     | Sa     | So     |
| ------ | ------ | ------ | ------ | ------ | ------ | ------ | ------ |
| 52     |        |        |        |        |        |        | 1      |
| 1      | 2      | 3      | 4      | 5      | 6      | 7      | 8      |
| 2      | 9      | 10     | 11     | 12     | 13     | 14     | 15     |
| 3      | 16     | 17     | 18     | 19     | 20     | 21     | 22     |
| 4      | 23     | 24     | 25     | 26     | 27     | 28     | 29     |
| 5      | 30     | 31     |        |        |        |        |        |

| Februar | Februar | Februar | Februar | Februar | Februar | Februar | Februar |
| Kw      | Mo      | Di      | Mi      | Do      | Fr      | Sa      | So      |
| ------- | ------- | ------- | ------- | ------- | ------- | ------- | ------- |
| 5       |         |         | 1       | 2       | 3       | 4       | 5       |
| 6       | 6       | 7       | 8       | 9       | 10      | 11      | 12      |
| 7       | 13      | 14      | 15      | 16      | 17      | 18      | 19      |
| 8       | 20      | 21      | 22      | 23      | 24      | 25      | 26      |
| 9       | 27      | 28      |         |         |         |         |         |

| März | März | März | März | März | März | März | März |
| Kw   | Mo   | Di   | Mi   | Do   | Fr   | Sa   | So   |
| ---- | ---- | ---- | ---- | ---- | ---- | ---- | ---- |
| 9    |      |      | 1    | 2    | 3    | 4    | 5    |
| 10   | 6    | 7    | 8    | 9    | 10   | 11   | 12   |
| 11   | 13   | 14   | 15   | 16   | 17   | 18   | 19   |
| 12   | 20   | 21   | 22   | 23   | 24   | 25   | 26   |
| 13   | 27   | 28   | 29   | 30   | 31   |      |      |

| April | April | April | April | April | April | April | April |
| Kw    | Mo    | Di    | Mi    | Do    | Fr    | Sa    | So    |
| ----- | ----- | ----- | ----- | ----- | ----- | ----- | ----- |
| 13    |       |       |       |       |       | 1     | 2     |
| 14    | 3     | 4     | 5     | 6     | 7     | 8     | 9     |
| 15    | 10    | 11    | 12    | 13    | 14    | 15    | 16    |
| 16    | 17    | 18    | 19    | 20    | 21    | 22    | 23    |
| 17    | 24    | 25    | 26    | 27    | 28    | 29    | 30    |

| Mai | Mai | Mai | Mai | Mai | Mai | Mai | Mai |
| Kw  | Mo  | Di  | Mi  | Do  | Fr  | Sa  | So  |
| --- | --- | --- | --- | --- | --- | --- | --- |
| 18  | 1   | 2   | 3   | 4   | 5   | 6   | 7   |
| 19  | 8   | 9   | 10  | 11  | 12  | 13  | 14  |
| 20  | 15  | 16  | 17  | 18  | 19  | 20  | 21  |
| 21  | 22  | 23  | 24  | 25  | 26  | 27  | 28  |
| 22  | 29  | 30  | 31  |     |     |     |     |

| Juni | Juni | Juni | Juni | Juni | Juni | Juni | Juni |
| Kw   | Mo   | Di   | Mi   | Do   | Fr   | Sa   | So   |
| ---- | ---- | ---- | ---- | ---- | ---- | ---- | ---- |
| 22   |      |      |      | 1    | 2    | 3    | 4    |
| 23   | 5    | 6    | 7    | 8    | 9    | 10   | 11   |
| 24   | 12   | 13   | 14   | 15   | 16   | 17   | 18   |
| 25   | 19   | 20   | 21   | 22   | 23   | 24   | 25   |
| 26   | 26   | 27   | 28   | 29   | 30   |      |      |

| Juli | Juli | Juli | Juli | Juli | Juli | Juli | Juli |
| Kw   | Mo   | Di   | Mi   | Do   | Fr   | Sa   | So   |
| ---- | ---- | ---- | ---- | ---- | ---- | ---- | ---- |
| 26   |      |      |      |      |      | 1    | 2    |
| 27   | 3    | 4    | 5    | 6    | 7    | 8    | 9    |
| 28   | 10   | 11   | 12   | 13   | 14   | 15   | 16   |
| 29   | 17   | 18   | 19   | 20   | 21   | 22   | 23   |
| 30   | 24   | 25   | 26   | 27   | 28   | 29   | 30   |
| 31   | 31   |      |      |      |      |      |      |

| August | August | August | August | August | August | August | August |
| Kw     | Mo     | Di     | Mi     | Do     | Fr     | Sa     | So     |
| ------ | ------ | ------ | ------ | ------ | ------ | ------ | ------ |
| 31     |        | 1      | 2      | 3      | 4      | 5      | 6      |
| 32     | 7      | 8      | 9      | 10     | 11     | 12     | 13     |
| 33     | 14     | 15     | 16     | 17     | 18     | 19     | 20     |
| 34     | 21     | 22     | 23     | 24     | 25     | 26     | 27     |
| 35     | 28     | 29     | 30     | 31     |        |        |        |

| September | September | September | September | September | September | September | September |
| Kw        | Mo        | Di        | Mi        | Do        | Fr        | Sa        | So        |
| --------- | --------- | --------- | --------- | --------- | --------- | --------- | --------- |
| 35        |           |           |           |           | 1         | 2         | 3         |
| 36        | 4         | 5         | 6         | 7         | 8         | 9         | 10        |
| 37        | 11        | 12        | 13        | 14        | 15        | 16        | 17        |
| 38        | 18        | 19        | 20        | 21        | 22        | 23        | 24        |
| 39        | 25        | 26        | 27        | 28        | 29        | 30        |           |

| Oktober | Oktober | Oktober | Oktober | Oktober | Oktober | Oktober | Oktober |
| Kw      | Mo      | Di      | Mi      | Do      | Fr      | Sa      | So      |
| ------- | ------- | ------- | ------- | ------- | ------- | ------- | ------- |
| 39      |         |         |         |         |         |         | 1       |
| 40      | 2       | 3       | 4       | 5       | 6       | 7       | 8       |
| 41      | 9       | 10      | 11      | 12      | 13      | 14      | 15      |
| 42      | 16      | 17      | 18      | 19      | 20      | 21      | 22      |
| 43      | 23      | 24      | 25      | 26      | 27      | 28      | 29      |
| 44      | 30      | 31      |         |         |         |         |         |

| November | November | November | November | November | November | November | November |
| Kw       | Mo       | Di       | Mi       | Do       | Fr       | Sa       | So       |
| -------- | -------- | -------- | -------- | -------- | -------- | -------- | -------- |
| 44       |          |          | 1        | 2        | 3        | 4        | 5        |
| 45       | 6        | 7        | 8        | 9        | 10       | 11       | 12       |
| 46       | 13       | 14       | 15       | 16       | 17       | 18       | 19       |
| 47       | 20       | 21       | 22       | 23       | 24       | 25       | 26       |
| 48       | 27       | 28       | 29       | 30       |          |          |          |

| Dezember | Dezember | Dezember | Dezember | Dezember | Dezember | Dezember | Dezember |
| Kw       | Mo       | Di       | Mi       | Do       | Fr       | Sa       | So       |
| -------- | -------- | -------- | -------- | -------- | -------- | -------- | -------- |
| 48       |          |          |          |          | 1        | 2        | 3        |
| 49       | 4        | 5        | 6        | 7        | 8        | 9        | 10       |
| 50       | 11       | 12       | 13       | 14       | 15       | 16       | 17       |
| 51       | 18       | 19       | 20       | 21       | 22       | 23       | 24       |
| 52       | 25       | 26       | 27       | 28       | 29       | 30       | 31       |

| Januar | Januar | Januar | Januar | Januar | Januar | Januar | Januar |
| Kw     | Mo     | Di     | Mi     | Do     | Fr     | Sa     | So     |
| ------ | ------ | ------ | ------ | ------ | ------ | ------ | ------ |
| 52     |        |        |        |        |        |        | 1      |
| 1      | 2      | 3      | 4      | 5      | 6      | 7      | 8      |
| 2      | 9      | 10     | 11     | 12     | 13     | 14     | 15     |
| 3      | 16     | 17     | 18     | 19     | 20     | 21     | 22     |
| 4      | 23     | 24     | 25     | 26     | 27     | 28     | 29     |
| 5      | 30     | 31     |        |        |        |        |        |

| Februar | Februar | Februar | Februar | Februar | Februar | Februar | Februar |
| Kw      | Mo      | Di      | Mi      | Do      | Fr      | Sa      | So      |
| ------- | ------- | ------- | ------- | ------- | ------- | ------- | ------- |
| 5       |         |         | 1       | 2       | 3       | 4       | 5       |
| 6       | 6       | 7       | 8       | 9       | 10      | 11      | 12      |
| 7       | 13      | 14      | 15      | 16      | 17      | 18      | 19      |
| 8       | 20      | 21      | 22      | 23      | 24      | 25      | 26      |
| 9       | 27      | 28      |         |         |         |         |         |

| März | März | März | März | März | März | März | März |
| Kw   | Mo   | Di   | Mi   | Do   | Fr   | Sa   | So   |
| ---- | ---- | ---- | ---- | ---- | ---- | ---- | ---- |
| 9    |      |      | 1    | 2    | 3    | 4    | 5    |
| 10   | 6    | 7    | 8    | 9    | 10   | 11   | 12   |
| 11   | 13   | 14   | 15   | 16   | 17   | 18   | 19   |
| 12   | 20   | 21   | 22   | 23   | 24   | 25   | 26   |
| 13   | 27   | 28   | 29   | 30   | 31   |      |      |

| April | April | April | April | April | April | April | April |
| Kw    | Mo    | Di    | Mi    | Do    | Fr    | Sa    | So    |
| ----- | ----- | ----- | ----- | ----- | ----- | ----- | ----- |
| 13    |       |       |       |       |       | 1     | 2     |
| 14    | 3     | 4     | 5     | 6     | 7     | 8     | 9     |
| 15    | 10    | 11    | 12    | 13    | 14    | 15    | 16    |
| 16    | 17    | 18    | 19    | 20    | 21    | 22    | 23    |
| 17    | 24    | 25    | 26    | 27    | 28    | 29    | 30    |

| Mai | Mai | Mai | Mai | Mai | Mai | Mai | Mai |
| Kw  | Mo  | Di  | Mi  | Do  | Fr  | Sa  | So  |
| --- | --- | --- | --- | --- | --- | --- | --- |
| 18  | 1   | 2   | 3   | 4   | 5   | 6   | 7   |
| 19  | 8   | 9   | 10  | 11  | 12  | 13  | 14  |
| 20  | 15  | 16  | 17  | 18  | 19  | 20  | 21  |
| 21  | 22  | 23  | 24  | 25  | 26  | 27  | 28  |
| 22  | 29  | 30  | 31  |     |     |     |     |

| Juni | Juni | Juni | Juni | Juni | Juni | Juni | Juni |
| Kw   | Mo   | Di   | Mi   | Do   | Fr   | Sa   | So   |
| ---- | ---- | ---- | ---- | ---- | ---- | ---- | ---- |
| 22   |      |      |      | 1    | 2    | 3    | 4    |
| 23   | 5    | 6    | 7    | 8    | 9    | 10   | 11   |
| 24   | 12   | 13   | 14   | 15   | 16   | 17   | 18   |
| 25   | 19   | 20   | 21   | 22   | 23   | 24   | 25   |
| 26   | 26   | 27   | 28   | 29   | 30   |      |      |

| Juli | Juli | Juli | Juli | Juli | Juli | Juli | Juli |
| Kw   | Mo   | Di   | Mi   | Do   | Fr   | Sa   | So   |
| ---- | ---- | ---- | ---- | ---- | ---- | ---- | ---- |
| 26   |      |      |      |      |      | 1    | 2    |
| 27   | 3    | 4    | 5    | 6    | 7    | 8    | 9    |
| 28   | 10   | 11   | 12   | 13   | 14   | 15   | 16   |
| 29   | 17   | 18   | 19   | 20   | 21   | 22   | 23   |
| 30   | 24   | 25   | 26   | 27   | 28   | 29   | 30   |
| 31   | 31   |      |      |      |      |      |      |

| August | August | August | August | August | August | August | August |
| Kw     | Mo     | Di     | Mi     | Do     | Fr     | Sa     | So     |
| ------ | ------ | ------ | ------ | ------ | ------ | ------ | ------ |
| 31     |        | 1      | 2      | 3      | 4      | 5      | 6      |
| 32     | 7      | 8      | 9      | 10     | 11     | 12     | 13     |
| 33     | 14     | 15     | 16     | 17     | 18     | 19     | 20     |
| 34     | 21     | 22     | 23     | 24     | 25     | 26     | 27     |
| 35     | 28     | 29     | 30     | 31     |        |        |        |

| September | September | September | September | September | September | September | September |
| Kw        | Mo        | Di        | Mi        | Do        | Fr        | Sa        | So        |
| --------- | --------- | --------- | --------- | --------- | --------- | --------- | --------- |
| 35        |           |           |           |           | 1         | 2         | 3         |
| 36        | 4         | 5         | 6         | 7         | 8         | 9         | 10        |
| 37        | 11        | 12        | 13        | 14        | 15        | 16        | 17        |
| 38        | 18        | 19        | 20        | 21        | 22        | 23        | 24        |
| 39        | 25        | 26        | 27        | 28        | 29        | 30        |           |

| Oktober | Oktober | Oktober | Oktober | Oktober | Oktober | Oktober | Oktober |
| Kw      | Mo      | Di      | Mi      | Do      | Fr      | Sa      | So      |
| ------- | ------- | ------- | ------- | ------- | ------- | ------- | ------- |
| 39      |         |         |         |         |         |         | 1       |
| 40      | 2       | 3       | 4       | 5       | 6       | 7       | 8       |
| 41      | 9       | 10      | 11      | 12      | 13      | 14      | 15      |
| 42      | 16      | 17      | 18      | 19      | 20      | 21      | 22      |
| 43      | 23      | 24      | 25      | 26      | 27      | 28      | 29      |
| 44      | 30      | 31      |         |         |         |         |         |

| November | November | November | November | November | November | November | November |
| Kw       | Mo       | Di       | Mi       | Do       | Fr       | Sa       | So       |
| -------- | -------- | -------- | -------- | -------- | -------- | -------- | -------- |
| 44       |          |          | 1        | 2        | 3        | 4        | 5        |
| 45       | 6        | 7        | 8        | 9        | 10       | 11       | 12       |
| 46       | 13       | 14       | 15       | 16       | 17       | 18       | 19       |
| 47       | 20       | 21       | 22       | 23       | 24       | 25       | 26       |
| 48       | 27       | 28       | 29       | 30       |          |          |          |

| Dezember | Dezember | Dezember | Dezember | Dezember | Dezember | Dezember | Dezember |
| Kw       | Mo       | Di       | Mi       | Do       | Fr       | Sa       | So       |
| -------- | -------- | -------- | -------- | -------- | -------- | -------- | -------- |
| 48       |          |          |          |          | 1        | 2        | 3        |
| 49       | 4        | 5        | 6        | 7        | 8        | 9        | 10       |
| 50       | 11       | 12       | 13       | 14       | 15       | 16       | 17       |
| 51       | 18       | 19       | 20       | 21       | 22       | 23       | 24       |
| 52       | 25       | 26       | 27       | 28       | 29       | 30       | 31       |

## Ereignisse

### Politik und Weltgeschehen

#### Dritter Kreuzzug
- 5. Januar: Die Burg Belvoir wird nach über einjähriger Belagerung vom Johanniterorden gegen freien Abzug an Saladin übergeben. Damit schließt Saladin seinen Feldzug zur Eroberung der Kreuzfahrerstaaten erfolgreich ab. Mit Ausnahme der Burg Belfort und der Stadt Tyrus hat er alle Burgen und Städte des Königreichs Jerusalem eingenommen.
- 11. Mai: Mit dem Aufbruch des Heeres Friedrich Barbarossas in Regensburg beginnt der Dritte Kreuzzug.
- Bei Konstantinopel weigert sich der byzantinische Kaiser Isaak II., Friedrich Barbarossas Heer über den Bosporus zu befördern. Dieser erzwingt den Transport schließlich durch Einnahme der byzantinischen Städte Adrianopel und Pelopolis. Die Überfahrt erfolgt schließlich von Gallipoli über den Hellespont.

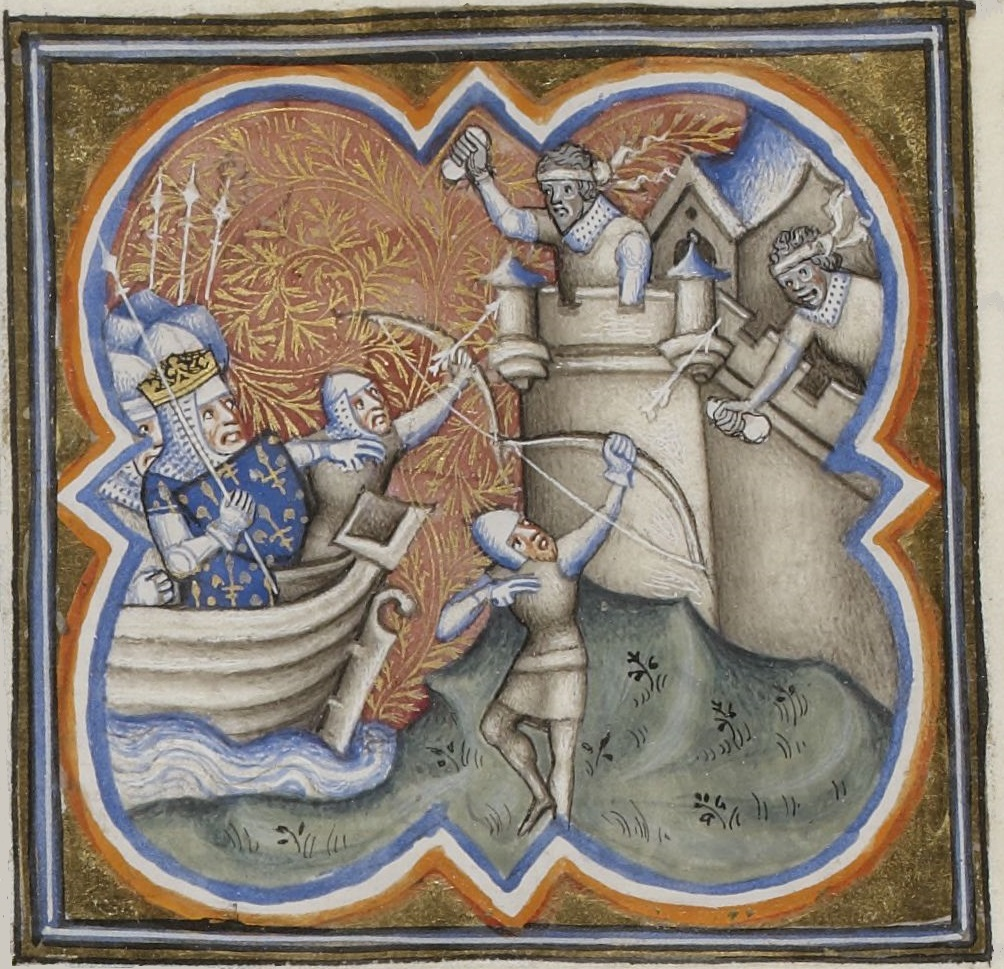
Belagerung von Akkon

- 28. August: König Guido I. von Jerusalem beginnt mit der Belagerung von Akkon die Rückeroberung seines Königreichs.
- 4. Oktober: Die Schlacht von Akkon endet mit einem verlustreichen Unentschieden zwischen Saladin und den Akkon belagernden Kreuzfahrern.
- Die Nachricht vom Anmarsch Friedrich Barbarossas hebt die Moral beim Kreuzzugsheer, veranlasst aber auch Saladin, seine Truppen zu verstärken, sodass er nun seinerseits in der Lage ist, die Akkon belagernden Christen in einem zweiten Belagerungsring selbst einzuschließen.
- 31. Oktober: Muslimische Galeeren durchbrechen die christliche Seeblockade und versorgen die belagerte Stadt mit Lebensmitteln.
- 26. Dezember: Eine Flotte der Ayyubiden erobert den Zugang zum Hafen.

#### Königreich England
- 6. Juli: Durch den Tod seines Vaters Heinrich II. wird Richard Plantagenêt, bislang Herzog von Aquitanien, zum englischen König.
- 3. September: Richard I. wird zum König von England gekrönt. Er hält neben der Königswürde noch die Titel Graf von Maine, Herzog der Normandie und Graf von Anjou.

#### Iberische Halbinsel
- Reconquista: Sancho I. von Portugal erobert die Stadt Silves von den Almohaden und nennt sich danach erstmals auch König der Algarve.

#### Königreich Sizilien
- 18 November: Konstanze von Sizilien, Frau von Kaiser Heinrich VI., erbt nach dem Tod Wilhelms II., dessen Ehe mit Johanna von England kinderlos geblieben ist, das Normannenreich in Sizilien und Süditalien.
- Dezember: Tankred von Lecce, unehelicher Spross des normannischen Hauses Hauteville lässt sich mit ausdrücklicher Unterstützung von Papst Clemens III. von einer stauferfeindlichen Partei auf Betreiben des Vizekanzlers Matheus zum König von Sizilien wählen.

#### Urkundliche Ersterwähnungen
- Benzenschwil, Bottenwil, Bözberg, Feucht, Merenschwand, Hochdorf (bei Plochingen), Ifenthal, Neumarkt und Tägerig werden erstmals urkundlich erwähnt.

### Wirtschaft
- 21. März: Der deutsche König Heinrich VI. verleiht Bischof Thietmar von Minden das Recht, die bei Dehem (heute: Ortsteil Dehme der Stadt Bad Oeynhausen) und bei Cruckeberge (heute: Ortsteil Krückeberg der Stadt Hessisch Oldendorf) entdeckten Silbervorkommen auszubeuten.
- 7. Mai: Hamburg erhält angeblich durch Friedrich Barbarossa einen Hafenfreibrief. Dieser stellt sich später als Fälschung heraus. Dennoch gilt das als offizielles Gründungsdatum des Hamburger Hafens und wird jedes Jahr mit einem Hafengeburtstag begangen.

- Gemäß einer Urkunde wird in Schwäbisch Hall im Auftrag von Friedrich Barbarossa erstmals der Heller geprägt. Die Urkunde wurde jedoch offensichtlich nachträglich verändert.

### Religion

#### Buddhismus
- Buddhismus in Tibet: Der tibetische Lama Düsum Khyenpa gründet das Tshurphu-Kloster.

#### Christentum
- Bischof Otto von Bamberg wird heiliggesprochen.
- Leontios Theotokites wird Patriarch von Konstantinopel.

## Historische Karten und Ansichten

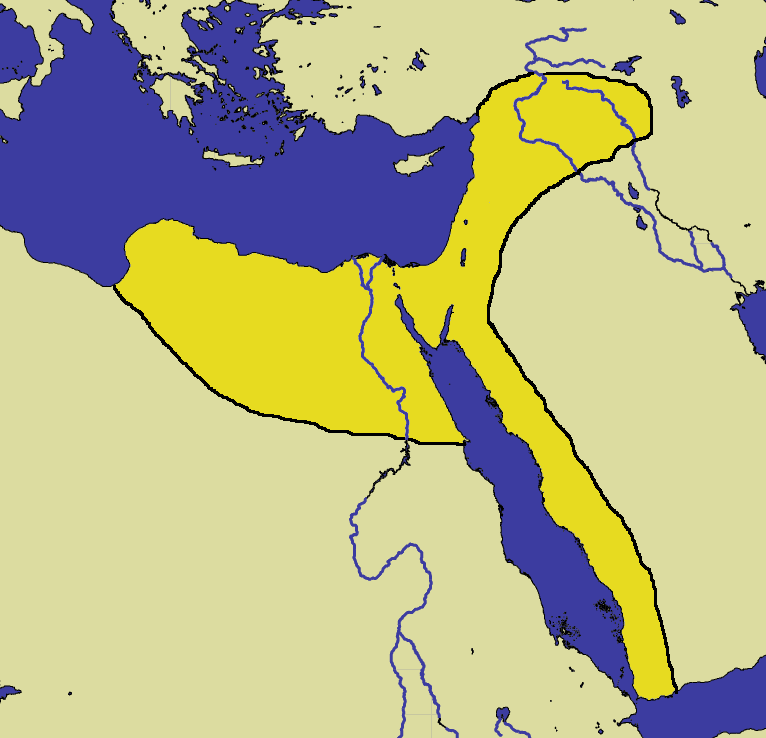
Das Reich der Ayyubiden 1189

## Geboren

### Genaues Geburtsdatum unbekannt
- Archambault VIII., Herr von Bourbon-l'Archambault († 1242)
- Götshangpa Gönpo Dorje, Person des tibetischen Buddhismus († 1258)
- Humbert V., Herr von Beaujeu († 1250)
- al-Mansur, Sultan von Ägypten († nach 1216)

### Geboren um 1189
- Skule Bårdsson, Jarl von Norwegen und letzter Gegenkönig († 1240)
- Ugedai Khan, zweiter Großkhan der Mongolen († 1241)

## Gestorben

### Todesdatum gesichert
- 1. Januar: Heinrich von Marcy, Kardinalbischof von Albano
- 4. Februar: Gilbert von Sempringham, Ordensgründer (* um 1086)
- 25. März: Friedrich, Herzog von Böhmen (* um 1142)
- 15. Juni: Minamoto no Yoshitsune, japanischer Feldherr (* 1159)

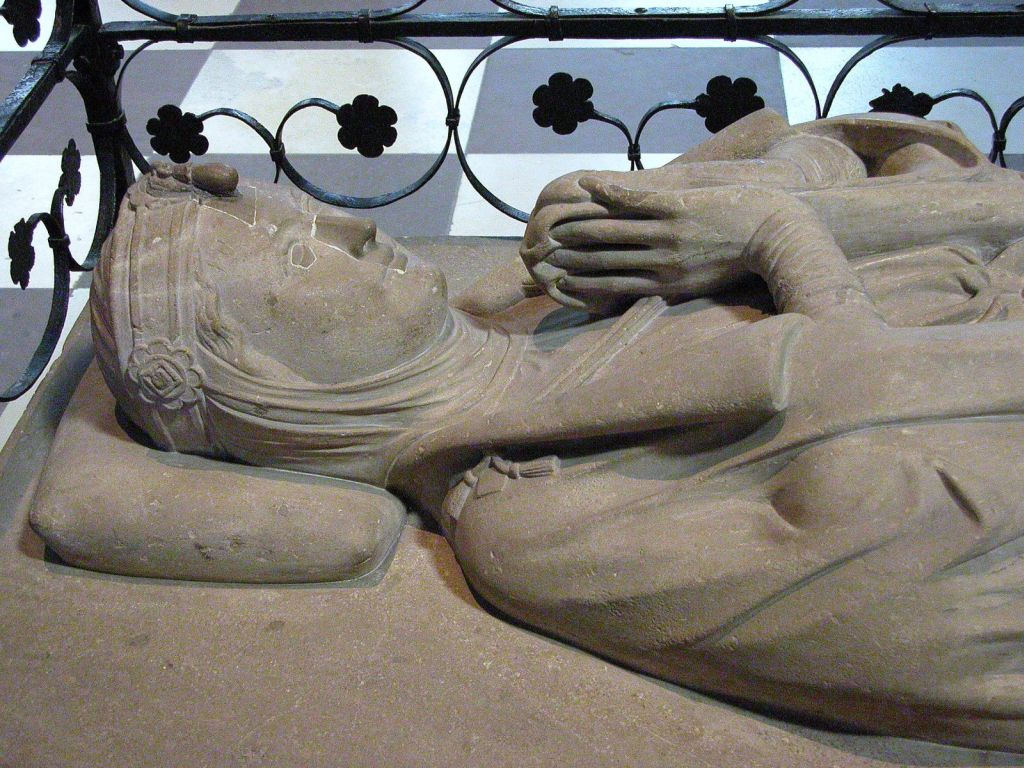
Grabmal der Mathilde Plantagenet

- 28. Juni: Mathilde von England, Herzogin von Sachsen und Bayern, älteste Tochter von König Heinrich II. (* 1156)

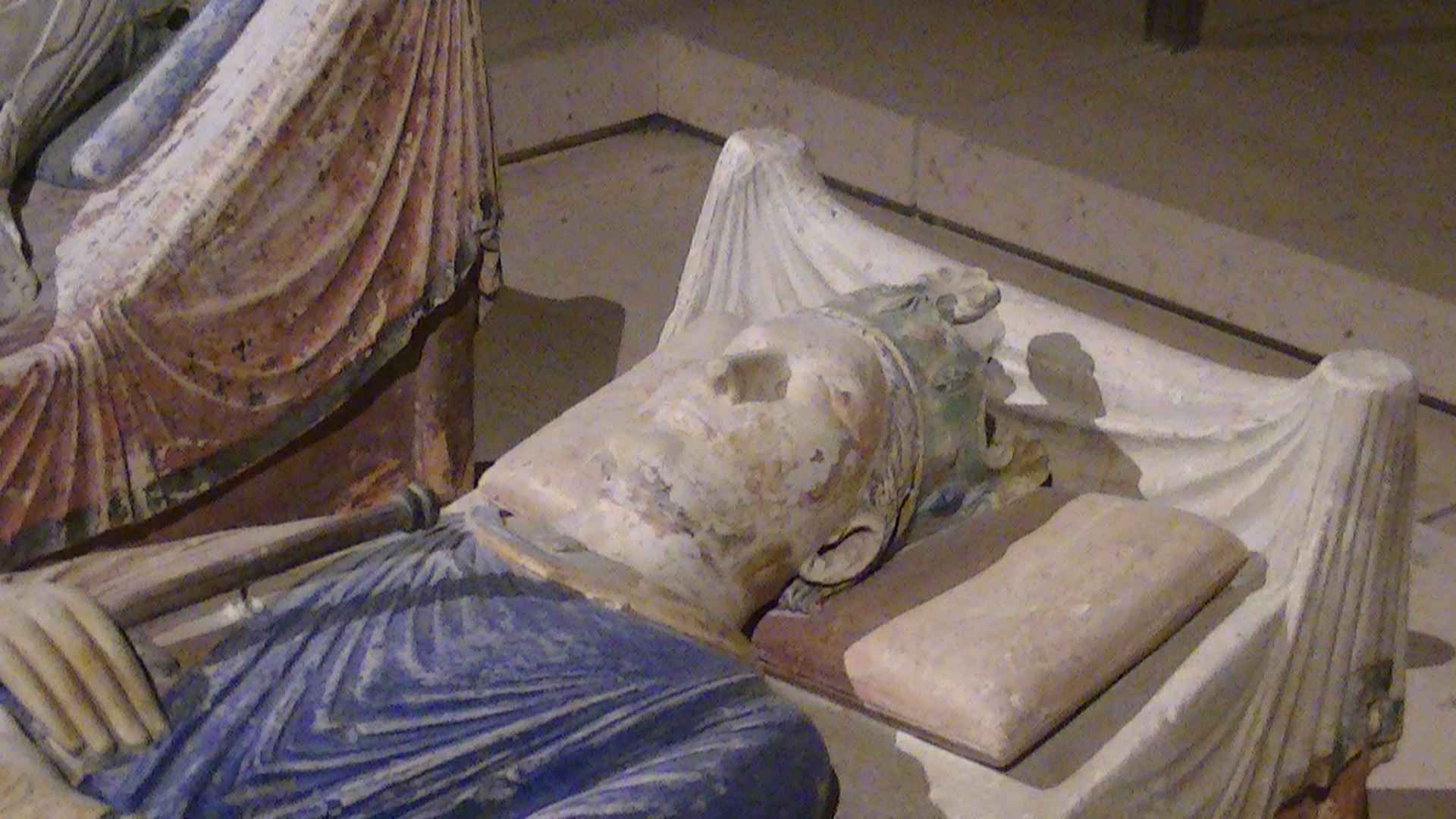
Grabmal Heinrichs II. in der Abtei Fontevrault

- 6. Juli: Heinrich II., Herzog von Anjou, König von England (* 1133)
- 29. Juli: Maud von Gloucester, anglo-normannische Adlige (* um 1120)
- 18. August: Otto VII., Pfalzgraf von Bayern (* 1129)
- 21. August: Geoffrey Ridel, Lordkanzler von England
- 4. Oktober: Andreas von Brienne, Herr von Ramerupt (* 1135)
- 4. Oktober: Gérard de Ridefort, Großmeister des Templerordens
- 14. November: William de Mandeville, Earl of Essex
- 18. November: Wilhelm II., König von Sizilien (* um 1153)
- 20. November: Hermann von Friedingen, Bischof von Konstanz

### Genaues Todesdatum unbekannt
- Juli: Engelbert I. von Berg, Regent der Grafschaft Mark
- Bouchard IV. de Montmorency, Herr von Montmorency
- Egelolf, Fürstbischof von Eichstätt
- Folmar von Karden, Erzbischof von Trier (* um 1135)
- Gautier d’Arras, altfranzösischer Dichter (* 1135)
- Hugo IV. von Le Puiset, Graf von Bar-sur-Seine
- Musashibō Benkei, japanischer Kriegermönch (* 1155)
- Przeclav, Bischof von Lebus
- Se Chilbupa Chökyi Gyeltshen, Person des tibetischen Buddhismus (* 1121)
- William de Tracy, englischer Gutsherr
- Wittekind III., Graf von Waldeck und Schwalenberg